# Avenir Sportif Béziers
L'Avenir Sportif Béziers, chiamato comunemente AS Béziers, è una società calcistica francese, fondata a Béziers nel 2007. Milita nello Championnat National, terza serie del campionato francese di calcio.

## Storia
Il progetto di fusione delle squadre di calcio locali della zona bitterois è stato presentato nel 2006. L'intenzione era unire l'Avenir Sportif Saint-Chinian (quinta divisione) con Football Club Béziers Méditerranée e Béziers-Méditerranée Football Cheminots, due formazioni regionali. L'idea però è naufragata in seguito a un disaccordo sui colori sociali che la nuova squadra avrebbe dovuto adottare, con il Saint-Chinian che premeva per mantenere i propri (giallo e nero) contro la volontà delle altre due squadre di utilizzare il rosso e blu del comune. L'anno successivo le tre formazioni raggiungono l'accordo, costituendo l'Avenir sportif Béziers.
L'AS Béziers acquisisce lo status sportivo del Saint-Chinian, esordendo in quinta divisione. Dopo la retrocessione del primo anno, la squadra ritorna in CFA 2. Nella stagione 2014-2015 la squadra, guidata da Xavier Collin, consegue la prima storica promozione nello Championnat National, la terza divisione. Nella stagione 2017-18, l'AS Béziers si classifica al secondo posto del torneo di terza divisione, approdando tra i professionisti in Ligue 2 per la stagione 2018-19. L’esordio in seconda serie è positivo: vittoria sui campi di Nancy e Troyes nelle prime tre partite; tuttavia, il rendimento altalenante tra casa e trasferta costringe il club a stazionare nelle ultime posizioni della classifica, toccando anche il 20º posto. Per vedere gioire i tifosi tra le proprie mura bisogna attendere addirittura il 15 marzo 2019, ovvero la 29ª giornata di campionato, quando il club si sbarazza dell’Auxerre per 1-0. La sconfitta interna per 3-1 del 12 aprile contro il Red Star, diretta rivale nella lotta salvezza, fa scattare la scintilla al club: nel turno seguente, valido per la 33ª giornata, il Beziers vince con un incredibile 5-6 sul campo del Valenciennes, con tripletta del giovanissimo Aboubakary Kantè, mentre, più avanti, un 1-0 casalingo blocca i secondi in classifica del Brest. L’ultima giornata, giocata il 17 maggio, vede il club al penultimo posto con 35 punti, 3 in meno della terz’ultima, il Sochaux, che occupa la posizione valida per lo spareggio contro la terza del Championnat National: il Beziers è quindi costretto a vincere l’ultima partita e sperare nella sconfitta dei rivali. La vittoria del Beziers contro il Nancy, una delle squadre più in forma del finale di stagione, avviene con un netto 3-0 imposto già nei primi 18 minuti di gara; tuttavia, in contemporanea il Sochaux vince per 3-1 su un Grenoble senza motivazioni. Il Beziers conclude, quindi, a quota 38 punti, uno in meno del Gazélec Ajaccio che, nel frattempo, è stato scavalcato appunto dal Sochaux. Dopo solo una stagione il Beziers torna nel Championnat National.

## Stadio
Dal 2007 al 2018 AS Béziers ha disputato le gare casalinghe al Parc des Sports de Sauclières.
A partire dal 2018, con l'ingresso nei professionisti, la squadra si è trasferita nello Stadio Raoul Barrière.

## Palmarès

### Competizioni nazionali
- Championnat de France amateur 2: 1

2009-2010
- Championnat National 3: 1

2022-2023 (girone H)

### Altri piazzamenti
- Championnat National:

Secondo posto: 2017-2018

## Organico

### Rosa 2018-2019
Rosa aggiornata 3 settembre 2018
| N. |                           | Ruolo | Calciatore                |
| -- | ------------------------- | ----- | ------------------------- |
| 1  | Brasile (bandiera)        | P     | Magno Novaes              |
| 2  | Marocco (bandiera)        | D     | Faycal Rherras            |
| 3  | Francia (bandiera)        | D     | Loïc Kouagba              |
| 4  | Algeria (bandiera)        | C     | Mehdi Mostefa             |
| 5  | Francia (bandiera)        | C     | Rayane Aabid              |
| 6  | Togo (bandiera)           | C     | Simon Gbegnon             |
| 7  | Brasile (bandiera)        | C     | Cidinho                   |
| 8  | Francia (bandiera)        | C     | Mickaël Diakota           |
| 9  | Francia (bandiera)        | A     | Antoine Rabillard         |
| 10 | Marocco (bandiera)        | D     | Rédah Atassi              |
| 11 | Gambia (bandiera)         | C     | Aboubakary Kanté          |
| 12 | Francia (bandiera)        | C     | Joël Saki                 |
| 14 | Rep. del Congo (bandiera) | C     | Brunallergene Junior Etou |
| 15 | Francia (bandiera)        | C     | Amir Nouri                |
| 16 | Francia (bandiera)        | P     | Vincent Viot              |

| N. |                           | Ruolo | Calciatore            |
| -- | ------------------------- | ----- | --------------------- |
| 17 | Francia (bandiera)        | A     | Ibrahim Sissoko       |
| 18 | Belgio (bandiera)         | C     | Moustapha Bokoum      |
| 19 | Guinea (bandiera)         | D     | Ousmane Sidibé        |
| 20 | Francia (bandiera)        | D     | Robin Taillan         |
| 21 | Francia (bandiera)        | D     | Steeve Beusnard       |
| 22 | Francia (bandiera)        | C     | Victor Elissalt       |
| 23 | Francia (bandiera)        | A     | Ahmed Soukouna        |
| 24 | Costa d'Avorio (bandiera) | D     | Hassan Lingani        |
| 27 | Francia (bandiera)        | A     | Alexandre Ramalingom  |
| 29 | Francia (bandiera)        | D     | Ibrahima Savane       |
| 34 | Francia (bandiera)        | D     | Mathieu Irigoyemborde |
| 40 | Francia (bandiera)        | P     | Yan Marillat          |
|    | Francia (bandiera)        | C     | Jérôme Heekeng        |
|    | Francia (bandiera)        | P     | Brandon Caserus       |
|    | Francia (bandiera)        | D     | Julien Boyer          |